# Vardariotas

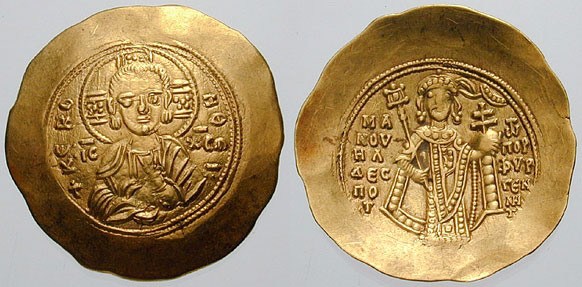
Hipérpiro de r. com a típica forma escifato

Os vardariotas (em grego: Βαρδαριῶται; romaniz.: vardariotai) foram um grupo étnico e territorial (provavelmente de origem cumana) no Império Bizantino tardio, que proporcionou uma regimente da guarda do palácio durante os século XII e XIII. É incerto se e como os vardários (vardarioi), oficiais administrativos de Tessalônica nos séculos X-XI conhecidos através de seus selos, eram relacionados com os vardariotas.

## História
A exata origem e natureza dos vardariotas é incerta. O nome aparece pela primeira vez no século X, quando um bispado dos "vardariotas ou turcos (tourkoi)" é mencionado como sujeito a diocese da Tessalônica. O escritor de meados do século XIV Jorge Codino chama-os "persas" por raça (um anacronismo típico bizantino para "turcos") e recorda que foram assentados no vale do rio Vardar por imperador bizantino anônimo de idade. Em ambos os casos, contudo, "turcos" provavelmente implicam a magiares, que foram chamados turcos pelos bizantinos nos séculos X-XI. Por isso, parece que os vardariotas foram magiares reassentados na Macedônia no século X, e tinham sido cristianizados no final do século.
Pelo século XII, os vardariotas, com sua identidade original muito diluída, foram sendo recrutados pelo exército bizantino e, no mais tardar, durante a ultima parte do reinado do imperador Manuel I Comneno (r. 1143–1180), eles foram transformados em um distinto regimento de guarda do palácio. Suas funções, contudo, ao menos no período Paleólogo, parecem ter sido mais de uma força policial do que uma unidade militar: Jorge Codino não os lista com os guardas mas com as pessoas não armadas do palácio, e afirma que o dever deles era "manter as pessoas ordenadas" durante cerimônias. Ao contrário dos membros armados da guarda varegue e o regimento dos paramonas, foram equipados apenas com um chicote (o manglábio) e um bastão (o decanício). Codino também registra que usavam uniformes vermelhos distintos e um chapéu "persa" chamado angouroton ("em forma de pepino"), e que o chicote, perdurado no cinto deles, foi seu símbolo. Esta última referência conduziu à hipótese de que os vardariotas foram uma substituição dos manglabitas. Eles foram comandados por um primicério, atestado pela primeira vez em 1166. O historiador do século XIII Jorge Acropolita ainda afirma que os vardariotas acompanhavam o imperador bizantino em seu acampamento militar, enquanto em campanha.